# Unga hjärtan
Unga hjärtan är en svensk dramafilm från 1934 i regi av Per-Axel Branner. I huvudrollerna ses Georg Blickingberg, Anne-Marie Brunius, Håkan Westergren, Märta Ekström och Gabriel Alw.

## Handling
16-åriga Marianne ska konfirmeras. Hon är avogt inställd till detta men hennes mor vill mer än gärna att hon skall genomföra konfirmation. Marianne reser till slut ut till en prästgård där hon träffar andra konfirmander och en viss Hans Granberg.

## Om filmen
Unga hjärtan spelades in sommaren 1934. Filmen hade Sverigepremiär på Lorensbergs-Bio i Göteborg den 22 oktober 1934. Stockholmspremiär ett par dagar senare på biograf China vid Berzelii park. Filmen har visats på TV4.

## Rollista i urval
- Anne-Marie Brunius – Marianne Burén
- Märta Ekström – fru Burén
- Gabriel Alw – direktör Robert Burén
- Georg Blickingberg – Henrik Malm, kontraktsprost
- Frank Sundström – kandidaten, son till Henrik
- Wanda Rothgardt – Anna, dotter till Henrik
- Ingrid Robbert – Birgit, Annas väninna
- Håkan Westergren – Hans Granberg, Birgits fästman
- Sally Palmblad – konfirmanden Maja
- Inga-Bodil Vetterlund – konfirmanden Margit
- Brita Pålson – konfirmanden Signe
- Margot Gustafsson – konfirmanden Else-Britt
- Vivi Nelson – konfirmanden Gun
- Britta Valberg – konfirmanden Ingrid
- Anna-Lisa Hydén – konfirmanden Kate
- Hilda Castegren – prostens hushållerska Kajsa
- Kotti Chave – Stellan, Mariannes kusin
- Vera Schmiterlöw – Robert Buréns älskarinna, mannekäng [4]